# Bimerich
Bimerich ist eine Ortslage in der bergischen Großstadt Solingen.

## Geographie
Die Ortslage Bimerich befindet sich nördlich der Freizeit- und Parkanlage Bärenloch im Stadtteil Gräfrath an der Grenze zu Solingen-Mitte. Nördlich liegen Busch und Buscher Feld, nordöstlich die Hofschaft Külf sowie östlich Schrodtberg und Stöcken. Westlich befindet sich III. Stockdum.

## Etymologie
Die Herkunft des Ortsnamens ist nicht abschließend geklärt. Möglicherweise ist in dem Namen das Wort Bimer enthalten, das für den gleichnamigen Vogel stehen könnte. Eventuell hat sich die Endung -merich allerdings auch mundartlich aus -nberg entwickelt. Nach wieder anderen Quellen bedeutet das Wort Bienenberg.

## Geschichte
Die Flurbezeichnung Bimerich kann bis in das 16. Jahrhundert zurückverfolgt werden. Die Ortslage entstand allerdings vermutlich im Laufe des 19. Jahrhunderts. Die Topographische Aufnahme der Rheinlande von 1824 und die Topographische Karte des Regierungsbezirks Düsseldorf von 1871 verzeichnen den Ort nicht, aber auf der Preußischen Uraufnahme von 1844 ist ein kleiner unbeschrifteter Siedlungsbereich an der Stelle des Ortes eingezeichnet. In der Preußischen Neuaufnahme von 1893 ist der Ort als Biemerich verzeichnet.
Im Gemeindelexikon für die Provinz Rheinland werden 1885 zwei Wohnhäuser mit zehn Einwohnern angegeben. 1895 besitzt der Ortsteil ein Wohnhaus aber keine Einwohner, 1905 werden ein Wohnhaus und fünf Einwohner angegeben.
Mit der Städtevereinigung zu Groß-Solingen im Jahre 1929 wurde Bimerich ein Ortsteil Solingens. Rund um die zu der Ortslage gehörenden Gebäude befindet sich heute eine Kleingartenanlage. Der Ort war Namensgeber der am Rande des Bärenlochs liegenden Bimericher Straße sowie der Straße Bimerich.